# Corynoptera perpusilla
Corynoptera perpusilla är en tvåvingeart som beskrevs av Johannes Winnertz 1867. Corynoptera perpusilla ingår i släktet Corynoptera och familjen sorgmyggor.
Artens utbredningsområde är Tyskland. Arten är reproducerande i Sverige. Inga underarter finns listade i Catalogue of Life.